# Die Mädchen
In Die Mädchen (Flickorna) aus dem Jahr 1968, ihrem vierten Spielfilm, untersuchte die schwedische Filmemacherin Mai Zetterling den Stand weiblicher Emanzipation.

## Geschlechterkrieg auf mehreren Wirklichkeitsebenen
Im Mittelpunkt des Films stehen drei Bühnenschauspielerinnen Mitte Dreißig: Liz ist kinderlos mit einem Börsenhändler verheiratet, Gunilla hat mit ihrem Mann mehrere Kinder und Marianne hat ein uneheliches Kind und einen anderweitig verheirateten Geliebten, einen älteren Arzt. Die drei Mädels gehören einer Theatergruppe an, die das antike Stück Lysistrata von Aristophanes auf einer Tournee durch Schweden zur Aufführung bringt, unter anderem im nördlichen Kiruna. Eine sich fortentwickelnde Handlung weist der Film jedoch nicht auf. Vielmehr wechselt die Erzählung beständig zwischen der Realität, dem aufgeführten Stück und Phantasien und Ausmalungen der drei Frauen. „Alles vermischt sich in ihren Köpfen und im Film.“ Oft fehlen Hinweise auf die Chronologie einzelner Szenen. Richard Henshaw (1972) fand das Werk „zu verwirrend, um es zu verstehen, und der Film habe Mühe, den Zuschauer hineinzuziehen.“ In der zweiten Hälfte des Films erhalten die Phantasmen noch mehr Raum als in der ersten; die Trennlinie zwischen weiblich und männlich zieht sich ungebrochen durch alle Ebenen.
Das Lysistrata-Stück handelt von den Frauen zweier verfeindeter altgriechischer Städte, die das Kriegführen ihrer Männer und deren häufige Abwesenheit satthaben und mit einem Sexstreik die Männer zum Frieden zwingen wollen. Das Leben der drei widerspiegelt Situationen aus dem Stück. Thérèse Giraud (1976) deutete den Film so, dass alles, was sich ereigne, im Kopf der drei Frauen stattfinde. Liz stellt sich vor, dass, kaum hat sie ihrem Mann gesagt, dass sie auf Tournee gehen wird, er eine andere Frau anruft um sich mit ihr zu treffen, und beim Anruf seine Überzeugung äußert, dass Liz nichts davon weiß. Marianne erscheint verspätet zu den Proben, weil sie sich um ihr Kind hat kümmern müssen. Der Regisseur wirft ihr vor, dass sie den Text nicht auswendig gelernt hat. Die Dialogzeile ist zu hören: „Sehnt ihr euch nicht alle nach euren Männern?“ Der „Krieg“, in dem sich die Männer befinden, ist die Arbeitswelt, die sie von der Hausarbeit und der Kindererziehung fernhält.
Oft entkoppeln sich der Bilderfluss und die Tonspur. Der Ton nimmt zum Beispiel Ereignisse vorweg, die nur verzögert zu sehen sind. Marianne stöbert in der Parfümerieabteilung eines Warenhauses, da ertönt auf der Tonspur das Schreien eines Säuglings. Sie rennt, von Mutterinstinkten getrieben, hinaus und durch die halbe Stadt zu ihrer Wohnung. Dort findet sie ihr Kind vom Kindermädchen wohlbehütet vor. Bei einer der Aufführungen schnarcht ein Besucher. Es folgt ein Umschnitt auf Liz, die an ein ortsansässiges Ehepaar denkt – man hört ihre Stimmen –, das ihr zuvor versichert hat, das Stück hätte ihnen „absolut gefallen“. Daraufhin sieht Liz das gesamte Publikum schnarchen. 
Nachdem sich der Vorhang nach einem Auftritt in Kiruna gesenkt hat, tritt Liz nochmals davor und fordert das schon aufgestandene Publikum auf, noch zu bleiben. Sie möchte mit ihnen in einen Dialog treten und erfahren, was das Stück bei ihnen ausgelöst hat. Das Publikum bleibt aber vollkommen stumm und wartet nur, was sie als Nächstes sagt. Sie wirft ihnen vor. „Sie sitzen da wie ausgestopft.“ Ein Kollege beendet die verfahrene Situation mit einem lockeren Spruch. Giraud nannte dieses Publikum ein „immer höfliches, immer gleichgültiges“, dass den Aufruf für einen Teil des Spektakels halte, etwas, das im Theater, aber nicht im Leben geschehe. Der Abend findet im Foyer seine Fortsetzung, wo eine Reporterin Liz fragt: „Was verlangen Sie von einem Publikum, das einen netten Theaterabend haben will?“ Auch die Kolleginnen und Kollegen gehen auf Distanz zu ihr. Auf der Weiterreise im Kleinbus zeigen Zwischenschnitte, dass sie lieber in einem Mercedes oder auf Skiern (die männlichen Kollegen) unterwegs wären, in einem Kanu (Marianne) oder auf einer Vespa (Gunilla). Zuletzt sitzt Liz allein im Bus.
Die drei Frauen wenden das Vorgehen ihrer Lysistrata-Figuren auf ihr eigenes Leben an. Dabei nehmen sie eine Ausweitung des Kriegsbegriffs vor, der zeitgenössisches Verhalten einschließt: Sie wollen „Bewusstsein schaffen“, Diskussionen führen, und üben in Rollenspielen Satire auf die „Unterdrücker“. Im gut besuchten Foyer legt Liz plötzlich einen nicht vorgesehenen Striptease hin. Auf einmal ist ihr Ehemann unter den Zuschauern, sie stellt sich vor ihn und zieht vor dem schockierten Gatten auch noch ihren Büstenhalter aus. Ein Umschnitt zeigt eine Bühnenszene, in der die Frauen die Männer physisch angreifen. „Ein Kampf gegen den Krieg für den Frieden.“
Eine Szene, in der die Wirklichkeitsebenen ineinandergreifen und der Willen der Protagonistin im Unklaren bleibt, spielt sich in der Bettenabteilung eines Kaufhauses ab: Marianne und ihr Geliebter liegen ungeniert in Liebesstellungen zur Probe auf verschiedenen Modellen. Die Verkäufer reden unbeeindruckt über das Holz und das Matratzenmaterial, die Preise und die Mehrwertsteuer. Darübergelegt sind die Stimmen der Frauen im Stück, die den Schwur ablegen: „Ich werde meine Beine nicht in den Himmel strecken.“ Daraufhin weint Marianne, mit dem Liebhaber auf ihr liegend, und es bleibt offen, ob sie vergewaltigt wird oder ob ihr der Verzicht auf Sex so schwerfällt.
Auf der Trennlinie zwischen Wirklichkeit und Imagination bewegt sich die Szene, als Gunilla ihren Mann am Bahnhof abholt. Sie rezitiert aus dem Stück, was ihn verwirrt: „Schauspieler zitieren ständig Zeilen, sie verwechseln Theater und Realität.“ Prompt führt er aber ein Gauklerstückchen vor und die zu einem „Publikum“gewandelten Passagiere spenden ihm Applaus. Gunilla klagt: „Für mich soll er sich interessieren.“ Er legt sie übers Knie und bekommt weiteren Beifall. Giraud nannte den Film „eine Folge von Bildern, die in alle Richtungen abgehen, die sich übereinanderdrängeln und die suchen.“
In einer surrealistischen Sequenz lachen die Gatten und Geliebten gemeinsam über die emanzipatorischen Bestrebungen der Frauen. Sargträger mit Zylindern überführen in einer Prozession die aufgebahrte Liz unter den Klängen einer Blaskapelle. Ein Redner spricht von einer „freudigen Zeremonie“, nun „sind wir wieder freie Männer“, endlich hätten die Frauen aufgegeben. Er klagt: „Sie begannen zu sprechen und eine eigene Meinung zu haben.“ Giraud: „Drei Mädchen auf der Suche nach ihren eigenen Bildern gegen jene, die ihnen täglich von den Männern vorgesetzt werden. Es fällt nicht leicht, sich davon zu lösen (...). Seine wahren Verlangen wiederfinden und zunächst die falschen wegfegen.“ Liz entsteigt dem Sarg und führt mit ihren Kriegerinnen den Kampf weiter.
Bei ihrem Auftritt im Fernsehen sind die drei kadriert, eingeschlossen im Fernsehbild, doch statt die gestellten Fragen zu beantworten, wählen sie ein befreiendes Lachen. Die Männer sitzen vor dem Bildschirm und sagen, die Frauen seien „alberne Dinger“, die zu Ernst unfähig seien. Der Mann von Liz schickt einen Freund vor, der sie überzeugen soll, die Tournee abzubrechen und nach Hause zu kommen. „Seine Arbeit ist wichtig, er braucht deine Unterstützung.“ Er brauche eine „repräsentative Frau“, die seine Gäste bewirtet. Als Liz ihre eigene Arbeit hochhält, fragt er sie: „Mal ehrlich, ist dein Job so wichtig?“
Liz, Gunilla und Marianne legen die Fotos ihrer Männer nebeneinander. Die Reihe blendet nahtlos über zu den Konterfeis zeitgenössischer Staatschefs und Militärs wie Chruschtschow, Johnson, Nasser, Mao, Dajan und de Gaulle, schließlich zu den historischen Führern Stalin, Hitler und Mussolini. Wieder als Bewegtbild marschieren die Wehrmacht und andere Armeen auf. Das historische Filmmaterial läuft in einem Kinosaal voller Frauen, die Tomaten, Eier und Torten auf die Leinwand werfen. Giraud vermutete, man könnte die Zusammenstellung der Machthaber mit ihrer undifferenzierten Reihung von Diktatoren und de Gaulle als skandalös empfinden. Die projizierten (Kino-)Bilder seien aber durch die „phallische Macht“ aufgezwungen. Die Frauen kämpfen mit Crèmetorten, ihrer Waffe aus der Küche, gegen die Armeen des 20. Jahrhunderts. Darin liege ein Spott, der selbst auch schon eine Waffe sei: Spott, um sich von Bildern zu befreien. Doch Liz kommen Zweifel, ob Krieg und Zerstörung allein den Männern anzulasten sind: „Vielleicht können wir es nicht besser als sie.“ Darauf halten Liz, Marianne und Gunilla abwechselnd von einem Balkon aus anfeuernde Reden. Ihre Zuhörerinnen geraten sich bald in die Haare, beginnen eine handfeste Keilerei. Giraud deutete dies als ein vom männlichen abweichendes Verhalten: „Denn die Frauen lasen sich nicht wie die Männer manipulieren, dermassen funktionieren sie nicht.“
Liz fällt ein kritisches Urteil über ihre Geschlechtsgenossinnen: „Wir sind unwissend, faul, leicht zu verängstigen und konservativ.“ Doch Giraud hielt fest, nach Abschluss der Tournee seien die drei Frauen um eine neue Erfahrung, ein erlebtes Anderswo reicher, nämlich dem Kampf für die eigenen Werte, und sie sähen ihre – unverändert gebliebenen – Männer in einem anderen Licht. Die Tournee selbst könne nichts anderes als ein Traum sein, eine „Traum-Wahrheit“, in der sich manifestiere und offenbare, was im Alltag versteckt bleibe.

## Kritik
In Positif meinte Bernard Cohn 1970, der Film sei nicht völlig gelungen, verdiene jedoch einige Beachtung dank der ihm innewohnenden Verrücktheit und seines Hohns. Zetterling habe zunächst einen Mechanismus aus verschiedenen Handlungsebenen aufgebaut und sich dann mit Herzenslust hingegeben, „das starke Geschlecht an den Pranger zu nageln“. Allerdings gerate sie manchmal ins Vulgäre oder Schwere, doch habe sie genug Einfallskraft, um nicht zu oft und zu lange darin zu versinken. Die britische Zeitschrift Sight and Sound nannte den Film ein „in hoher Tonlage angelegtes, nervtötend eingleisiges, neckisches Geschrei über unterdrückte Weiblichkeit und Frauenangelegenheiten“, mit dem die Filmemacherin ihrem Anliegen durch „schrille Übertreibung“ schade. 1990 stellte Peter Cowie in seinem Buch über das skandinavische Kino fest, in Zetterlings Filmen hegten die Frauen eine starke Abneigung gegen die Männer. Zu kreischend sei ihr in Die Mädchen der Tonfall geraten, und zu zotig die Betonung der Perversion.